# Hôpital des Rois-Catholiques
L’hôpital des Rois-Catholiques (En galicien : Hostal dos Reis Católicos, en espagnol : Hospital de los Reyes Católicos) également connu historiquement sous le nom d’« hôpital royal de Saint-Jacques-de-Compostelle », est un édifice de style plateresque construit sur ordre des rois Catholiques après leur visite à Saint-Jacques-de-Compostelle pour accueillir les pèlerins du chemin de Saint-Jacques-de-Compostelle qui pouvaient être malades. Il fut construit par l’architecte royal Enrique Egas et est aujourd’hui un hôtel Parador à visée touristique pour les pèlerins de la ville.

## Localisation
L’édifice est situé sur la place de l’Obradoiro de Saint-Jacques-de-Compostelle en Galice (Espagne). Il constitue l’un des côtés courts de cette place carrée, sur sa face nord, complétée par la Cathédrale, le Collège de Collège de San Jerónimo et le Palais Rajoy.

## Histoire
Après la visite à Saint-Jacques des rois Catholiques en 1486, ces derniers décidèrent de construire un grand hôpital royal dans la ville de l’apôtre, pour recevoir les pèlerins qui à l’époque parcouraient le Chemin de Saint-Jacques. Après la conquête du royaume de Grenade ils donnèrent en 1499 un tiers des rentes perçues après la victoire, pour permettre cette entreprise. L’architecte royal Enrique Egas fut chargé des travaux qui durèrent de 1501 à 1511, et les papes furent indulgents avec ceux qui coopérèrent. Longtemps après, Tomás Alonso fut chargé de la transformation des fenêtres hautes de la façade et de la construction du balcon.
Il fut utilisé comme hôpital jusqu’au XIXe siècle, avant d’être transformé en Parador au XXe siècle, autoproclamé «Parador Musée de Saint-Jacques».

## Édifice

### Façade
La façade de l’hôpital est de style gothique isabélin (plateresque) ce qui en fait avec la Porte Charles Quint de Viveiro les deux seuls exemples de ce style architectural en Galice.
Sur sa façade se trouvent 
- À gauche, de bas en haut: Adam, sainte Catherine et saint Jean Baptiste.
- À droite, de bas en haut: Ève, sainte Lucie et Marie Madeleine.
- Frise : Les 12 Apôtres. En médaillon : Isabelle de Castille et Ferdinand d’Aragon
- À gauche de la fenêtre centrale: Le Christ, saint Jacques et saint Pierre.
- À droite de la fenêtre centrale : la Vierge à l’enfant avec saint Jean l’évangéliste, et saint Paul de Tarse.
- Sur les pinacles en haut : 6 anges avec des instruments de musique.

La porte est flanquée de deux grands écus aux armes de Castille et à côté, la croix dans un cercle, emblème de l’hôpital.

### Chapelle royale
La Chapelle royale a la fonction d’église de l’hôpital. Elle possède une grille imposante du XVIe siècle par des forgerons de Tolède et est protégée depuis 1912.

### Patios
Quatre patios bordent l’édifice, deux sont gothiques et deux sont baroques, formant une croix grecque. Les deux premiers furent conçus par Enrique Egas et sont connus comme patio de Saint-Jean et de Saint-Mathieu. Les deux suivant reçurent les noms des évangélistes suivant : Saint Luc et Saint Marc.

## Galerie d’images

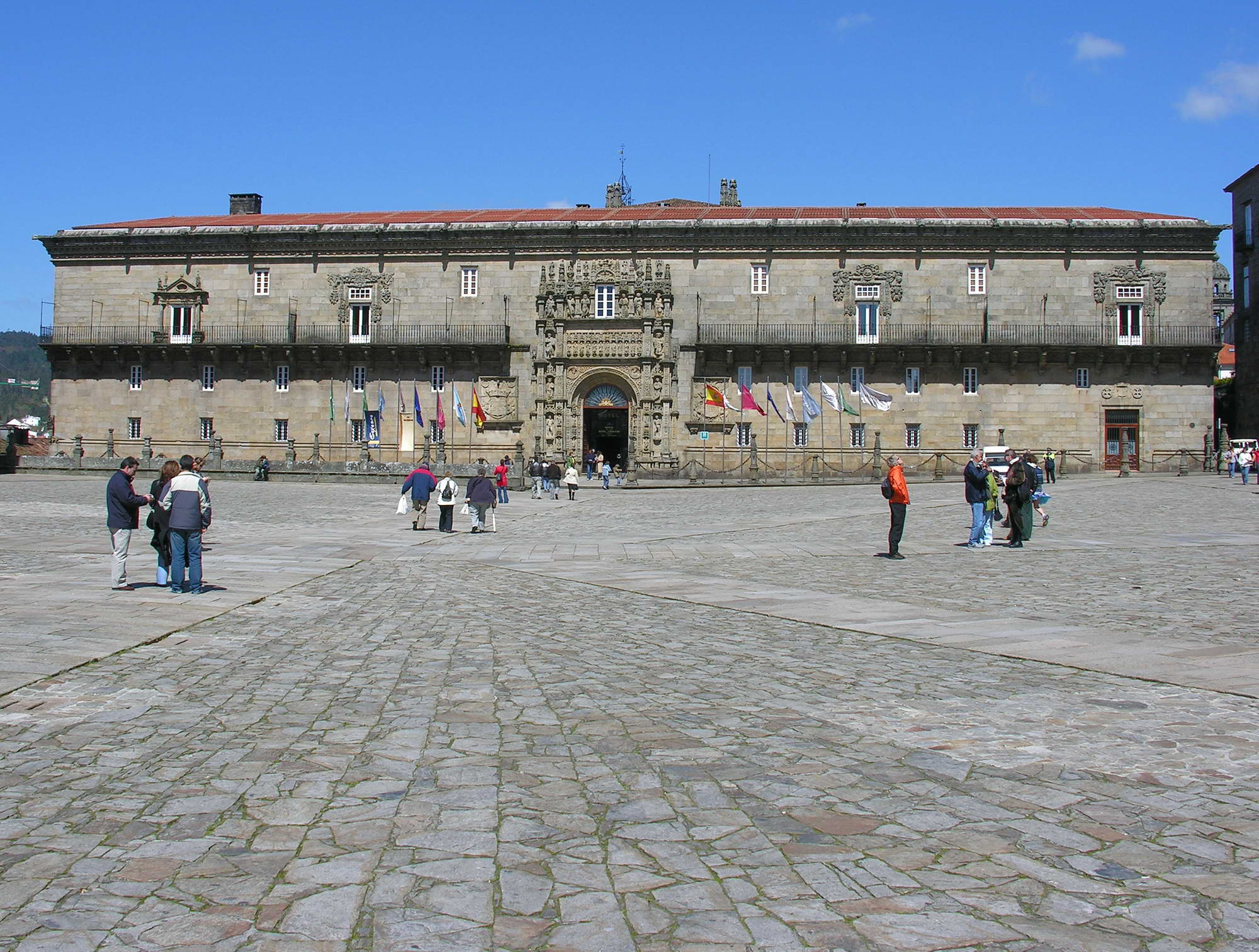
Hôpital des rois catholiques.
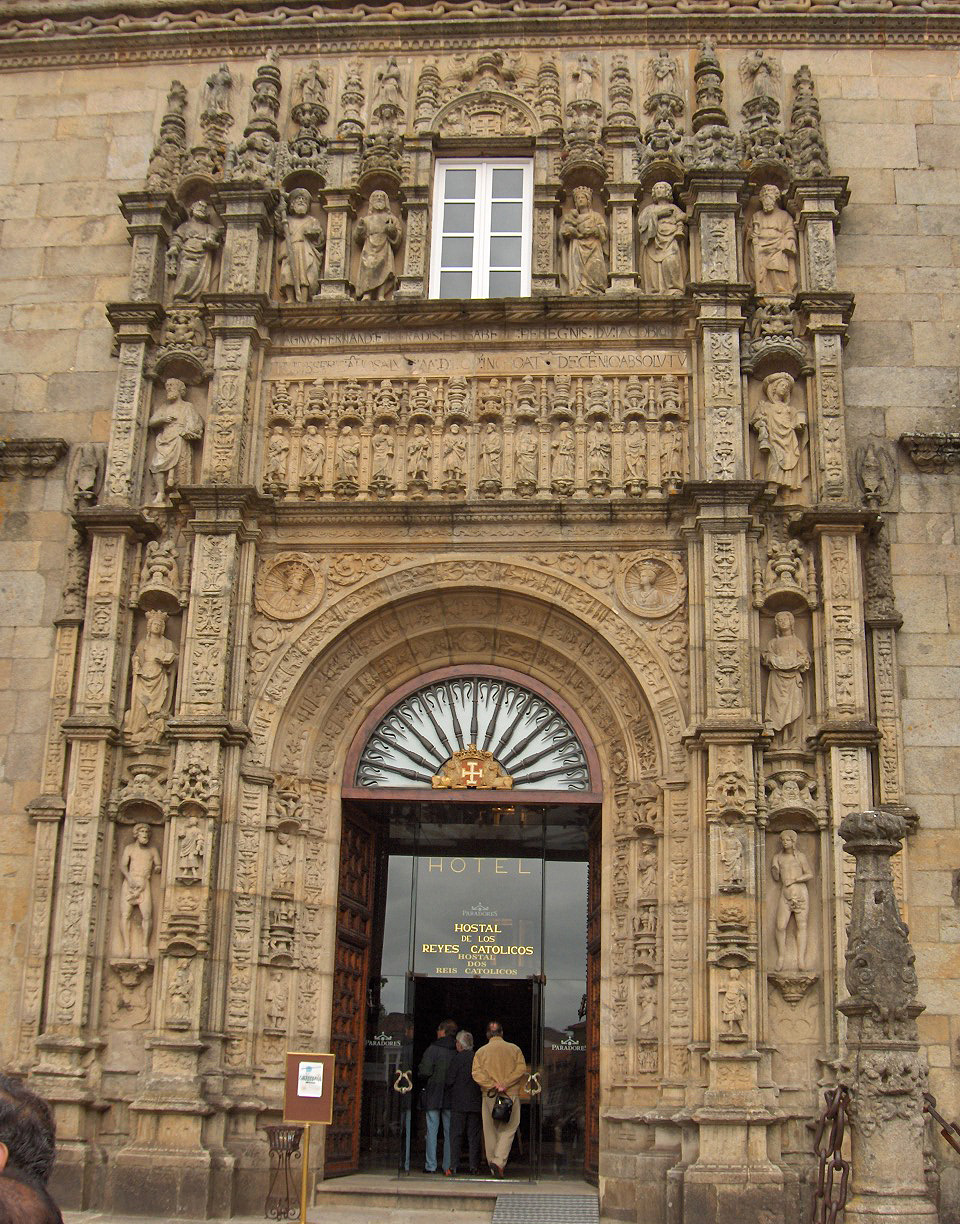
Porte d'entrée.